# Bulbophyllum amblyanthum
Bulbophyllum amblyanthum är en orkidéart som beskrevs av Rudolf Schlechter. Bulbophyllum amblyanthum ingår i släktet Bulbophyllum och familjen orkidéer. Inga underarter finns listade i Catalogue of Life.